# Per Günther
Per Günther (Gießen, Hesse, 5 de febrero de 1988) es un jugador alemán de baloncesto. Mide 1,84 metros de altura y ocupa la posición de base. Pertenece a la plantilla del ratiopharm Ulm de la BBL alemana. Es internacional absoluto con Alemania.

## Carrera
Günther empezó en el Phoenix Hagen, primero en su equipo juvenil y después en el primer equipo en la 2.Basketball Bundesliga. En la temporada 2007-2008 en Hagen, hizo 14,5 y 2,4 asistencias lo que llevó a ser el Jugador Más Mejorado y a ser votado para el All-League Second Team. Tuvo unos porcentajes de 49,8 % en tiros de 2 y 80,1 % desde el tiro libre en Hagen.
Después de su exitosa temporada en Hagen, firmó tres años con ratiopharm Ulm ya que impresionó a Mike Taylor, el entrenador de Ulm.
En su segunda temporada en Ulm promedió 6.6 puntos y 2.5 asistencias y el equipo quedó decimotercero en liga. En abril de 2011 después de ser dos veces All-Star en la Basketball Bundesliga, renovó con Ulm por dos años. El 21 de mayo de 2013, se anunció que Günther ampliaba su contrato por otros dos años. el 26 de abril de 2015 vuelve a renovar por otros dos años.
Günther participó en el Campeonato de Europa de baloncesto U-16 de 2004, en el U-18 de 2006 y en el Sub-20 de 2007 y 2008.

## Selección nacional
El 1 de julio de 2009, el seleccionador alemán Dirk Bauermann le convocó por primera vez para jugar con la selección absoluta. El 1 de septiembre de 2009 en el amistoso contra Eslovenia se fracturó un metatarsiano y se perdió el Eurobasket 2009. Al año siguiente volvió a ser convocado por Dirk Bauermann y jugó el Campeonato Mundial de Baloncesto de 2010 en Turquía. Se pierde el Eurobasket 2015 por lesión.